# Понголo (река)
Понголо или Понгола је река у Јужноафричкој републици. То је притока реке Мапуто. Извире близу Утрехта на северу КваЗулу-Натала, тече источно кроз град Понгола, преграћена је на Понголапорту и прелази планине Лебомбо, затим тече северно према Мозамбику, спајајући се са реком Мапуто.
Њене главне притоке су река Бајвејн и река Мозана у Јужноафричкој републици, као и Ингвавума у Есватинију.